# Limonada (Haití)
Limonada (en francés Limonade y en criollo haitiano Limonad) es una comuna de Haití que está situada en el distrito de Cabo Haitiano, del departamento de Norte.

## Historia
Fundada por los españoles con el nombre de Puerto Real, pasó a ser la comuna actual en 1864.

## Secciones
Está formado por las secciones de:
- Basse Plaine (que abarca el barrio de Bord de Mer de Limonade)
- Bois de Lance
- Roucou

## Demografía
| Gráfica de evolución demográfica de Limonada entre 2009 y 2015 |
|                                                                |

Los datos demográficos contemplados en este gráfico de la comuna de Limonada son estimaciones que se han cogido de 2009 a 2015 de la página del Instituto Haitiano de Estadística e Informática (IHSI). 